# Dermamoeba
Dermamoeba – rodzaj ameb należących do supergrupy Amoebozoa w klasyfikacji Cavaliera-Smitha.
Należą tutaj następujące gatunki według Cavalier-Smitha:
- Dermamoeba granifera (Greeff, 1866) Page et Blakey, 1979[2]
- Dermamoeba minor (Pussard, Allabovette et Pons, 1979) Page, 1988[2]